# Ačgvara
Ačgvara, dříve též Ačigvara (abchazsky Аҽгәара, gruzínsky აჩიგვარა – Ačigvara) je vesnice v Abcházii v okresu Očamčyra ležící na pobřeží Černého moře, které ji omývá ze západní strany. Leží přibližně 13 km východně od okresního města Očamčyry. Obec sousedí na severozápadě s Elyrem a Pakvašem, na severu s Rekou, na severovýchodě s Bediou z okresu Tkvarčeli a na východě s Carčou a s Machurem, rovněž z okresu Tkvarčeli, na východě a jihovýchodě s Šašalatem a na jihovýchodě a jihu s Riapem a Primorskem z okresu Gali. Ačgvarou protéká řeka Okum a od okresu Gali obec dělí řeka Chob. Dále v obci pramení potok Apsha Idzych, jenž se vlévá do jezera Velký Bebesir. Od moře odděluje obec hustý a rozsáhlý les.
Jižním směrem se nachází další jezero: Malý Bebesir. Obcí vede silnice spojující Suchumi s Gruzií a nachází se zde železniční zastávka. Do roku 1994 náležela Ačgvara do okresu Gali.

## Vesnický okrsek Ačgvara
Ačgvara je vesnické správní centrum s oficiálním názvem Vesnický okrsek Ačgvara (rusky Ачгуарская сельская администрация, abchazsky Аҽгәара ақыҭа ахадара), za času Sovětského svazu se okrsek jmenoval Ačigvarský selsovět (Ачигварский сельсовет). Součástí vesnického okrsku Ačgvara jsou následující části:
- Ačgvara (Аҽгәара)

Vesnický okrsek Ačgvara

- Apsha Idzych / Bulišchindž (Аԥсҳа Иӡыхь / Булишьхинџь) – gruzínsky Bulišchindži (ბულიშხინჯი)
- Apsa Dzych (Аԥса Ӡыхь)
- Achkaara / Nachkaari (Ахкаара / Нахкаари)
- Achuri / Ochurej (Ахәри / Охурей)
- Akkara (Аккара)
- Gumarakyta (Гәмарақыта / Гәмарапита)
- Gudava (Гудаа)
- Pyrčagan (Ԥырчаган)
- Pyckura (Ԥыцҟәыра / Ԥыцҟәыр)
- Tagoni / Togoni (Тагони) – gruzínsky Togoni (ტოგონი)

## Dějiny
Na území místní části Gudava je doložena existence starého římského příhraničního opevnění ze 2. století př. n. l., jež bylo součástí pontských limes. Tehdy se řeka Okum jmenovala dle římských zdrojů „Gudaqua“, (latinsky: Guttus – džbán; nebo Gutta – kapka; Aqua – voda) Zdejší osada ale byla původně starořecká kolonie Ziganis, kde později vzniklo první řecké biskupství v oblasti Severního Kavkazu. Než vzniklo, byla tato kolonie využívána římskými úřady k vyhnanství raných křesťanů z Řecka. Po vzniku království Lazika se tato kolonie Ziganis-Gudava stala její součástí, ale setrvával zde vliv Byzantské říše.
V okolí Gudavy vznikly v průběhu dalších staletí současné obce. Až do konce 19. století byla Ačgvara součástí Gudavy a ostatní části současného vesnického okrsku patřily jiným okolním obcím, například k Ilori. Pozemky na levém břehu řeky Okum náležely tehdy gruzínské oblasti Samurzakan a na pravém břehu historickému abchazskému regionu Abžua. Zdejší obyvatelstvo se z velké části považovalo za Abchazy, ale na začátku 20. století, kdy vznikl Ačigvarský selsovět, již hovořilo převážně megrelsky. Později, když byl na začátku 30. let zřízen okres Gali, kam byl Ačigvarský selsovět začleněn, bylo obyvatelstvo již prakticky gruzifikované. K tomu dopomohlo, že se během sovětské éry do Ačigvary přistěhovalo nejen mnoho ruských obyvatel, ale během stalinistické éry sem bylo řízeně přesídleno i mnoho gruzínských a megrelských rolníků ze západní Gruzie.
Během sovětské éry bylo území Ačigvarského selsovětu výrazně menší než území současného Ačgvarského vesnického okrsku. Obce Gudava (tehdy se jmenovala První Gudava / Pirveli Gudava) a Ochurej tvořily samostatné selsověty. Ochurej byl navíc přičleněn do okresu Očamčyra spolu s osadou Akvaraš, jež předtím byla součástí okresu Gali, a kde žila menšina abchazského obyvatelstva. Do Ochureje bylo během Stalinovy éry přesídleno velké množství Svanů, kteří byli vyhnáni z Karačajska. V té době v Ačigvaře a okolí fungovaly čajové plantáže a čaj zde byl od 50. let i průmyslově zpracováván.
Během války v Abcházii v letech 1992–1993 byla obec ovládána gruzínskými vládními jednotkami. 26. října 1992 se zde odehrála zuřivá bitva mezi Abchazy a Gruzíny, když se jednotka abchazských partyzánů "Děd" marně pokoušela na druhý pokus dobýt zpět nedaleké okresní město Očamčyra.
Na konci této války naprostá většina obyvatel uprchla z Abcházie a obec se proměnila ve zdevastovanou pustinu. Ti, co zůstali, se ocitli pod vládou separatistické Abcházie. V roce 1994 se jen malá část uprchlíků, zhruba desetina, vrátila do Ačigvary a Gudavy. Ochurej zůstala po válce téměř kompletně zničena a opuštěna.
Separatistická abchazská vláda v roce 1994 nařídila přeřazení Ačigvarského selsovětu z okresu Gali do okresu Očamčyra a poabcházštění názvu obce na Ačgvara. Také došlo ke sloučení selsovětů Gudava a Ochurej s Ačgvarou. Celý ačgvarský okrsek dosud zůstává řídce osídlený v porovnání s předválečným stavem a žijí zde převážně Gruzínci.
V roce 2009 došlo v obci k teroristickému útoku, když bylo dálkově aktivováno výbušné zařízení ukryté pod střechou zdejší prodejny, jež vážně zranilo majitele obchodu a lehce dva zákazníky. V roce 2018 byl v Ačgvaře odhalen pomník padlým ve válce.

## Obyvatelstvo
Dle nejnovějšího sčítání lidu z roku 2011 je počet obyvatel vesnického okrsku 1032 a jejich složení je následovné:
- 833 Gruzínců (80,7 %)
- 74 Abchazů (7,2 %)
- 39 Rusů (3,8 %)
- 25 Megrelů (2,4 %)
- 22 Arménů (2,1 %)
- 13 Ukrajinců (1,3 %)
- 26 příslušníků ostatních národností (2,5 %)

V roce 1989, před válkou v Abcházii žilo v Ačgvaře 1576 obyvatel a v celém Ačigvarském selsovětu 4874 obyvatel.
V roce 1959 žilo v tomto selsovětu 4505 obyvatel.